# Josep Maria Ribas i Casas
Josep Maria Ribas i Casas (Barcelona, 1899 - Montornès del Vallès, 1959) fou un arquitecte català. Fill de Manuel Ribas i Perdigó i Carme Casas Güell. Es casà amb Carme Piera i Comas, d'aquest matrimoni va tenir quatre fills: Manuel, Carme, Montserrat i Antoni. Desenvolupà la seva obra dins d'un estil clàssic acadèmic: Palau de l'Agricultura (actual Ciutat del Teatre) i Pavelló de la Caixa de Pensions per a la Vellesa i d'Estalvis (actual Institut Cartogràfic de Catalunya) per a l'Exposició Internacional de Barcelona de 1929, en col·laboració amb Manuel Maria Mayol; Casa Viladomiu (1927); reforma del Banco Hispano-Colonial a la Rambla de Catalunya (1932); església parroquial (1942) i Casa del Comú (1950) de Vilassar de Mar. Des de 1931 fou secretari del Col·legi d'Arquitectes. També fou arquitecte municipal de Vilassar de Mar durant bona part de la primera meitat del segle xx.

## Obres

### Badalona
| Any  | Nom                                     | Ubicació               | Descripció | Estat   | Foto                         |
| ---- | --------------------------------------- | ---------------------- | --- | ------- | ---------------------------- |
| 1923 | Conjunt de cases de la Riera d'en Folch | Av. Martí Pujol, 32-38 | És un conjunt de sis habitatges unifamiliars que van de banda a banda del carrer Ribas i Perdigó. Un d'ells ha estat desfigurat per introduir elements moderns, com una tribuna i una porta de garatge, trencant així la unitat del conjunt | Regular | Casas de la riera d'en Folch |

### Barcelona
| Any     | Nom                              | Ubicació                        | Descripció | Estat    | Foto                            |
| ------- | -------------------------------- | ------------------------------- | --- | -------- | ------------------------------- |
| c. 1929 | Palau de l'Agricultura           | Passeig de Santa Madrona, 40-46 | Actual Ciutat del Teatre. Construït conjuntament amb l'arquitecte Manuel Maria Mayol i Ferrer.                          | Correcte | Palau de l'Agricultura          |
| c.1929  | Pavelló de la Caixa de Pensions. | Parc de Montjuic                | Actual seu de l'Institut Cartogràfic de Catalunya. Construït conjuntament amb l'arquitecte Manuel Maria Mayol i Ferrer. | Correcte | Pavelló de la Caixa de Pensions |
| 1932    | Banc Hispano-colonial, reforma.  | Rambla Catalunya, 11            | | ?        |                                 |

### Vilassar de Mar
| Any  | Nom                            | Ubicació                  | Descripció | Estat    | Foto                                               |
| ---- | ------------------------------ | ------------------------- | --- | -------- | -------------------------------------------------- |
| 1927 | Can Viladomiu                  | Carrer Sant Pau, 10       | Casa neoclàssica de dos cossos. En destaquen les decoracions ceràmiques i les columnes del mateix material.                                   | Correcte | Can Viladomiu                                      |
| 1939 | Temple parroquial de Sant Joan | Plaça de l'església, s.n. | Gran temple de tres naus que es podria qualificar de neorenaixentista. Conserva el campanar i la portalada de l'antic temple del segle xviii. | Molt bó  | Església de Sant Joan (Vilassar de Mar, Catalunya) |
| 1950 | Casa de la vila                | Plaça de l'ajuntament, 6  | Edifici neoclàssic amb porxada i balcó. | Molt bó  | Ajuntament de Vilassar de Mar                      |
| 1954 | Cooperativa agrícola           | Carrer Maria Vidal        | Gran magatzem que fou construït per a allotjar la cambra agrària del poble.                                                                   | Molt bó  | Cooperativa de Vilassar de Mar                     |
| 1956 | Cases barates                  | Carrer Manel Roca         | Vuitanta cases en filera de planta i pis. | Molt bó  | Cases barates                                      |